# Meliscaeva
A Meliscaeva a rovarok (Insecta) osztályának a kétszárnyúak (Diptera) rendjébe, ezen belül a légyalkatúak (Brachycera) alrendjébe és a zengőlégyfélék (Syrphidae) családjába tartozó nem.

## Előfordulásuk
A Meliscaeva-fajok főleg kelet-ázsiai zengőlegyek, azonban a Meliscaeva cinctella széles körben elterjedt Észak-Amerikában és Európában is.

## Rendszerezés
A nembe az alábbi fajok tartoznak (meglehet, hogy a lista hiányos):
- Meliscaeva abdominalis (Sack, 1927)
- Meliscaeva auricollis (Meigen, 1822)
- Meliscaeva ceylonica (Keiser, 1958)
- Meliscaeva cinctella (Zetterstedt, 1843)
- Meliscaeva cinctelloides Ghorpade, 1994
- Meliscaeva darjeelingensis Datta & Chakraborti, 1986
- Meliscaeva deceptor (Curran, 1928)
- Meliscaeva ichthyops (Meijere, 1914)
- Meliscaeva kusuma Ghorpade, 1994
- Meliscaeva latifasciata Huo, Ren & Zheng, 2007
- Meliscaeva lefroyi Ghorpade, 1994
- Meliscaeva magnifica Ghorpade, 1994
- Meliscaeva malaisei Ghorpade, 1994
- Meliscaeva malayensis (Curran, 1928)
- Meliscaeva mathisi Ghorpade, 1994
- Meliscaeva melanostomoides (Hull, 1941)
- Meliscaeva monticola (Meijere, 1914)
- Meliscaeva morna (Curran, 1931)
- Meliscaeva nigripes (Meijere, 1914)
- Meliscaeva omogensis (Shiraki & Edashige, 1953)
- Meliscaeva peteus (Curran, 1931)
- Meliscaeva sonami (Shiraki, 1930)
- Meliscaeva splendida Huo, Ren & Zheng, 2007
- Meliscaeva strigifrons (Meijere, 1914)
- Meliscaeva taiwana (Shiraki, 1930)
- Meliscaeva tenuiformis (Curran, 1928)
- Meliscaeva tribeni (Nayar, 1968)

## Fordítás
- Ez a szócikk részben vagy egészben  a   Meliscaeva című angol Wikipédia-szócikk ezen változatának fordításán alapul.  Az eredeti cikk szerkesztőit annak laptörténete sorolja fel. Ez a jelzés csupán a megfogalmazás eredetét és a szerzői jogokat jelzi, nem szolgál a cikkben szereplő információk forrásmegjelöléseként.